# غبز
غبز (بالفارسية: گپز) هي قرية تقع في قسم صفي آباد الريفي (مقاطعة إسفراين) في إيران. يقدر عدد سكانها بـ 138 نسمة بحسب إحصاء 2016.